# Оленичи (Житомирская область)
Оленичи (укр. Оленичі) — село на Украине, находится в Овручском районе Житомирской области.
Код КОАТУУ — 1824287903. Население по переписи 2001 года составляет 322 человека. Почтовый индекс — 11131. Телефонный код — 4148. Занимает площадь 1,164 км².

## Адрес местного совета
11131, Житомирская область, Овручский р-н, с.Хлупляны